# Eineckerholsen
Eineckerholsen – wieś w gminie Welver w powiecie Soest, w kraju związkowym Nadrenia Północna-Westfalia, w rejencji Arnsberg.

## Demografia
Według spisu ludności z końca 2024 roku, w Eineckerholsen mieszkało 72 mieszkańców, z czego 36 to mężczyźni, a 36 kobiety.

## Geografia

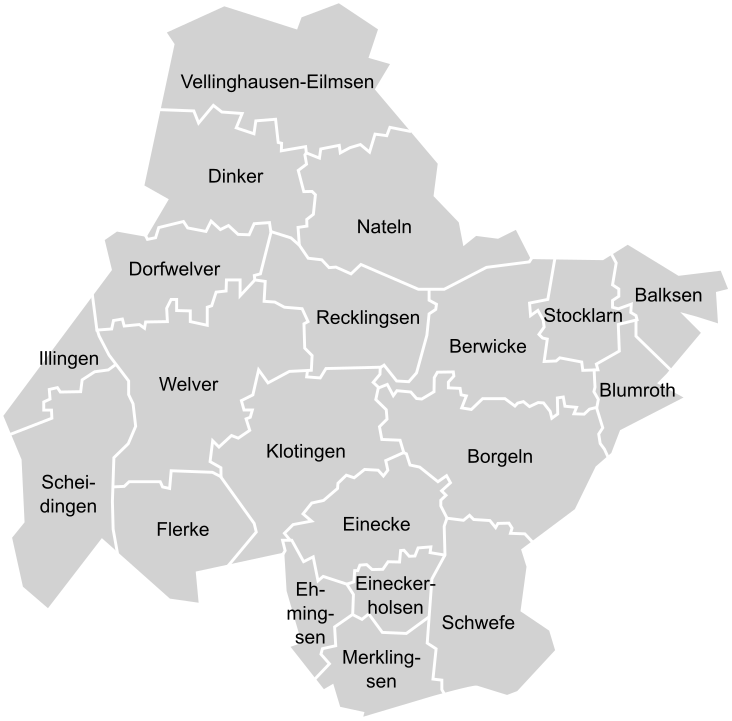
Dzielnice gminy Welver

Eineckerholsen mierzy powierzchnię 1,45 km².
Dzielnica leży w południowej części gminy i graniczy z czterema innymi dzielnicami: Einecke, Schwefe, Ehningsen i Merklingsen.

## Historia
Pierwsza wzmianka o Eineckerholsen pochodzi z 1298 roku. Za tamtych czasów wieś nazywała się Endike et Holthesen.

### Reorganizacja gmin
W ramach reorganizacji gmin 1 lipca 1969 roku Eineckerholsen wraz z 20 innymi miejscowościami stało się częścią nowej gminy Welver.

## Polityka
Burmistrzem Eineckerholsen jest Tim-Fabian Römer.